# Dromedarii

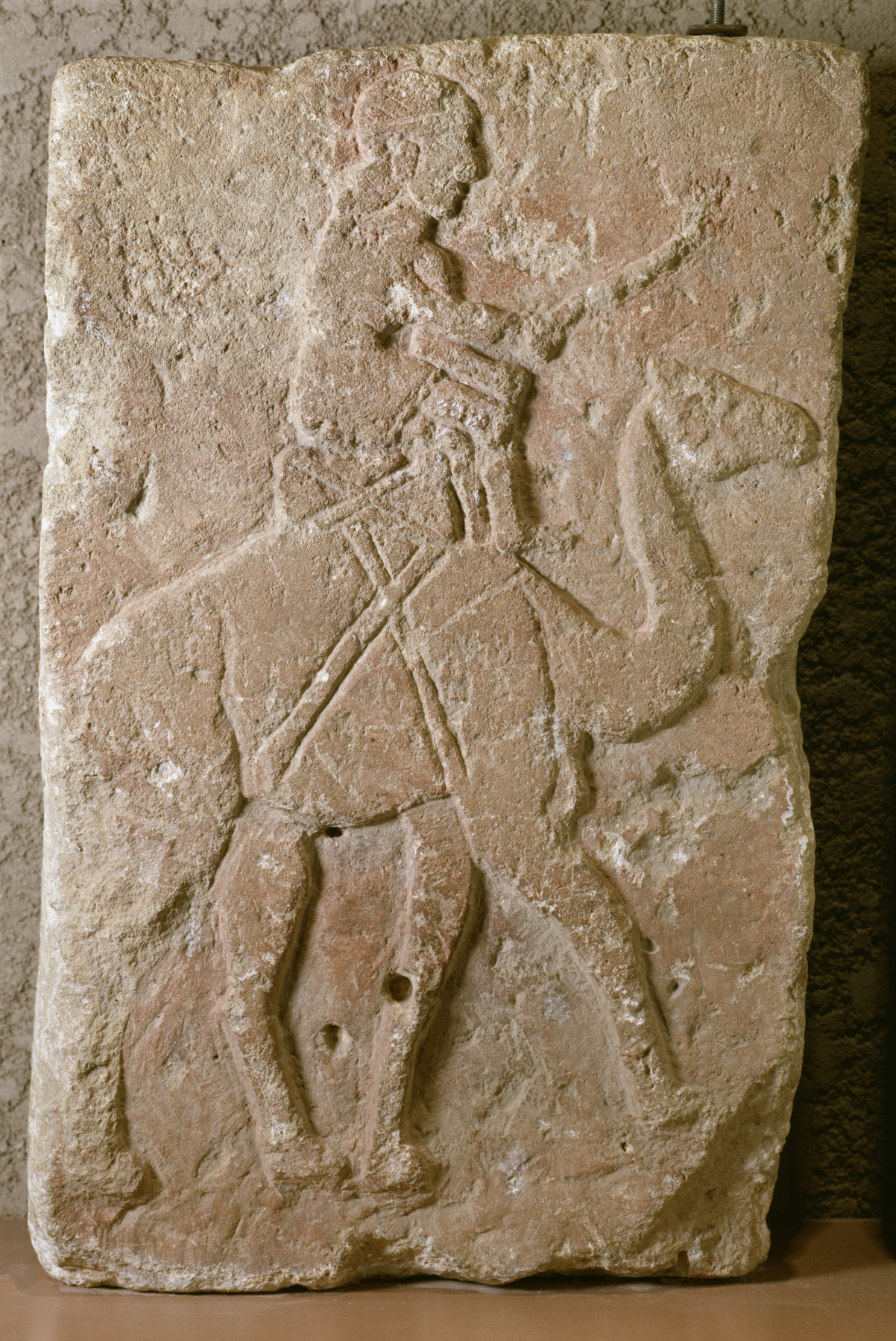
Un comerciante caravanero árabe llega sobre su dromedario, losa que adornaba el templo-palacio de Tell-Halaf, en el norte de Siria. Tallada en el, se considera la representación más antigua conservada de un jinete sobre dromedario.

Los dromedarii eran unidades de caballería del ejército romano de finales del imperio.
Dromedarii era jinetes a camello reclutados en las provincias del desierto en el Imperio romano de oriente.
Se crearon para reemplazar a los caballos que eran poco comunes en los lugares desérticos. Eran también muy útiles contra los enemigos a caballo, ya que el olor del camello es totalmente repulsivo para un caballo, haciéndoles reacios a entrar en batalla o incluso a estar allí.